# (48700) Hanggao
(48700) Hanggao est un astéroïde de la ceinture principale.

## Description
(48700) Hanggao est un astéroïde de la ceinture principale. Il fut découvert le 17 avril 1996 à la station de Xinglong par le programme NAOC Schmidt CCD Asteroid Program. Il présente une orbite caractérisée par un demi-grand axe de 2,62 UA, une excentricité de 0,09 et une inclinaison de 15,0° par rapport à l'écliptique.

## Compléments